# Foreign Policy
Foreign Policy (Zahraniční politika) je americký časopis, který vychází každé dva měsíce, původně vycházel jako čtvrtletník. Zaměřuje se na zahraniční politiku Spojených států a také na mezinárodní vztahy a hospodářství.
V roce 1970 jej založili Samuel Huntington a Warren Demian Manshel. Vedle magazínu Foreign Affairs platí za nejvýznamnější časopis zabývající se těmito tématy. 29. září 2008 společnost Washington Post Company oznámila, že převzala časopis od Carnegie Endowment for International Peace. Každoročně vydává seznam zhroucených států. Vychází v nákladu 110 000 exemplářů. Nejznámějším redaktorem magazínu je Moisés Naím, pozici šéfredaktorky vykonává Susan Glasser.

## Internet
Na začátku roku 2006 se magazín rozšířil o blog Foreign Policy Passport, poté se přidaly další blogy. Mezi proslulé autory patří válečný reportér a držitel Pulitzerovy ceny Tom Ricks, autor bestsellerů Stephen M. Walt, bývalý spolupracovník amerického prezidenta George W. Bushe Dov Zakheim, a Steve Biegun, zahraničněpolitický poradce Johna McCaina.